# Санди-Окс
Санди-Окс (англ. Sandy Oaks) — город в округе Бэр, штат Техас, США. По состоянию на 2019 год, в нём проживало 4 660 человек.

## История
Референдум о регистрации города прошёл 14 мая 2014 года. Всего было подано 128 голосов. 96 (75 %) из них были за, а 32 (25 %) выступили против.

## География
Город расположен вдоль межштатной автомагистрали I-37. Он имеет общую площадь в 6,18 км² и полностью находится на суше.

## Население
| Год переписи                              | Нас. |       | %±   |
| ----------------------------------------- | ---- | ----- | ---- |
| 2010                                      | 4488 |       | —    |
| 2019                                      | 4660 | [ 4 ] | 3,8% |
| 2010–2019 — перепись населения. Источник: |      |       |      |

## Образование
Город Санди-Окс входит в Независимый школьный округ Саутсайд.